# Jdeideh
Koordinaten: 33° 53′ N, 35° 34′ O
Jdeideh, arabisch جديدة, DMG Ǧudaida, ist eine Gemeinde im Libanon. Sie liegt im Bereich der nördlichen Vororte von Beirut und ist Verwaltungssitz des Distrikts Matn im Gouvernement Libanonberg. Die Gemeinde besteht aus den drei Dörfern Jdeidet el-Matn, Bauchrieh und Sed el Bauchrieh mit zusammen etwa 160.000 Einwohnern.